# Guyuan (Zhangjiakou)
Guyuan (en chino, 沽源; pinyin, Gūyuán (escuchar)ⓘ ) es un condado  bajo la administración directa de la Prefectura Zhangjiakou en la Provincia de Hebei, República Popular China.  Su área es de 3589 km² y su población total para 2010 superó los 174 mil habitantes. 

## Administración
Desde julio de 2021, el  Condado Guyuan se divide en 14 pueblos que se administran en 4 poblados,  
9 villas y 1 villa étnica.

## Toponimia
El topónimo Guyuan [/ku-yuán/] significa 'fuente del río Gu', debido a que el río Gushui (ahora río Baihe) nace en este territorio.